# 安德頓冰川
74°41′S 162°22′E / 74.683°S 162.367°E
安德頓冰川（英語：Anderton Glacier）是南極洲的冰川，位於維多利亞地的彭內爾海岸，流經艾森豪山脈，最終在馬茨山和安德森嶺之間注入里維斯冰川，以冰川學家命名。